# 여운곤
여운곤(呂運坤, 1974년 9월 4일 ~ )은 대한민국의 은퇴한 필드하키 선수이며 포지션은 수비형 미드필더이다. 김해시청 소속으로 뛰었다.

## 학력
- 한국체육대학교 졸업

## 경력
- 2000년 하계 올림픽 남자 하키 국가대표
- 2002년 아시안 게임 남자 하키 국가대표
- 2004년 하계 올림픽 남자 하키 국가대표
- 2006년 아시안 게임 남자 하키 국가대표
- 2008년 하계 올림픽 남자 하키 국가대표
- 2010년 아시안 게임 남자 하키 국가대표
- 2012년 하계 올림픽 남자 하키 국가대표

## 수상
- 2000년 하계 올림픽 남자 하키 은메달
- 2002년 아시안 게임 남자 하키 금메달
- 2006년 아시안 게임 남자 하키 금메달